# Acromelanisme
L'acromelanisme és un patró de pigmentació determinat per la genètica i dependent de la temperatura que fa que només hi hagi plena expressió a les cames, les orelles, la cua i la cara. En els animals, es dona en gats siamesos i himalaians, rates i conills.